# Lamentation (ballet)
Pour les articles homonymes, voir Lamentation.
Lamentation est un ballet de Martha Graham pour une danseuse créé en 1930 sur une musique de Zoltán Kodály.

## Présentation
Lamentation est une des premières œuvres originales de la danseuse et chorégraphe Martha Graham, composée sur une musique de Zoltán Kodály, en l'occurrence la Pièce pour piano op. 3 no 2. 
Le ballet est créé par Martha Graham au Maxine Elliott's Theater de New York le 8 janvier 1930.
L’œuvre est un solo pour une danseuse, assise sur un banc, enveloppée d'un tissu,. 